# كأس العرب للسيدات
كأس العرب للسيدات هي بطولة كرة قدم تخص المنتخبات العربية للسيدات، ينظمها الاتحاد العربي لكرة القدم. ولقد نظمت النسخة الأولى سنة 2006 في الإسكندرية بمصر، وفاز بها منتخب الجزائر.
أقيمت المسابقة مرتين، في عام 2006 في الإسكندرية، وفي عام 2021 في القاهرة، في مصر، مع مشاركة سبعة فرق. انتصرت الجزائر على المغرب 1-0 لتفوز بالمسابقة الافتتاحية.

## النتائج
| العام | البلد المضيف | النهائي   | النهائي | النهائي       | مباراة المركز الثالث | مباراة المركز الثالث | مباراة المركز الثالث | # |
| العام | البلد المضيف | البطل     | النتيجة | المركز الثاني | المركز الثالث        | النتيجة              | المركز الرابع        |   |
| ----- | ------------ | --------- | ------- | ------------- | -------------------- | -------------------- | -------------------- | - |
| 2006  | مصر          | · الجزائر | 1 - 0   | · المغرب      | · تونس               | 2 - 1                | · مصر                | 8 |
| 2010  | · البحرين    | · الأردن  | 1 - 0   | · مصر         | · البحرين            | 5 - 0                | · فلسطين             | 8 |
| 2021  | مصر          | · الأردن  | 1 - 0   | · تونس        | الجزائر / مصر        | الجزائر / مصر        | الجزائر / مصر        | 7 |

## ترتيب الدول حسب اللقب
| المنتخب | الترتيب | البطل | الوصيف | الثالث | الرابع | النصف نهائي | سنوات البطولة |
| ------- | ------- | ----- | ------ | ------ | ------ | ----------- | ------------- |
| الأردن  | 1       | 2     | 0      | 0      | 0      | 0           | 2010,2021     |
| الجزائر | 2       | 1     | 0      | 0      | 0      | 1           | 2006          |
| تونس    | 3       | 0     | 1      | 1      | 0      | 0           |               |
| المغرب  | 4       | 0     | 1      | 0      | 0      | 0           |               |
| مصر     | 5       | 0     | 0      | 0      | 1      | 1           |               |

## المنتخبات المشاركة
| عدد المشاركات | المنتخب                       |
| ------------- | ----------------------------- |
| 2             | الجزائر مصر لبنان فلسطين تونس |
| 2             | الأردن المغرب السودان سوريا   |
| 1             | الأردن المغرب السودان سوريا   |

## الدول المستضيفة للبطولة
| عدد مرات الاستضافة | المنتخب | (السنوات)  |
| ------------------ | ------- | ---------- |
| 2                  | مصر     | 2006، 2021 |

## نتائج الفريق الشاملة بالبطولة
| - 1st – البطل - 2nd – الوصيف - 3rd – مركز ثالث - 4th – مركز رابع - SF – نصف نهائي | - دور المجموعات - q — مؤهل للبطولة القادمة - × — لم تشارك - — المضيفون - XX — المنتخب الوطني غير موجود |

| فريق                     | 2006    | 2021   | سنين |
| ------------------------ | ------- | ------ | ---- |
| الجزائر                  | الأول   | سادس   | 2    |
| البحرين                  |         | x      | 0    |
| جزر القمر                |         | x      | 0    |
| جيبوتي                   | x       | x      | 0    |
| مصر                      | الرابعة | سادس   | 2    |
| العراق                   |         | x      | 0    |
| الأردن                   | ×       | الأول  | 1    |
| الكويت                   |         | x      | 0    |
| لبنان                    | ع       | ع      | 2    |
| ليبيا                    |         | x      | 0    |
| المغرب                   | الثاني  | ×      | 1    |
| موريتانيا                |         | x      | 0    |
| فلسطين                   | ع       | ع      | 2    |
| قطر                      |         | x      | 0    |
| السعودية                 |         |        | 0    |
| السودان                  |         | ع      | 1    |
| سوريا                    | ع       | ×      | 1    |
| الصومال                  |         |        | 0    |
| تونس                     | الثالث  | الثاني | 2    |
| الإمارات العربية المتحدة |         | x      | 0    |
| اليمن                    |         |        | 0    |